# Kanton Angers-Nord-Est
Kanton Angers-Nord-Est (fr. Canton d'Angers-Nord-Est) je francouzský kanton v departementu Maine-et-Loire v regionu Pays de la Loire. Tvoří ho pět obcí.

## Obce kantonu
- Angers (severovýchodní část)
- Écouflant
- Pellouailles-les-Vignes
- Saint-Sylvain-d'Anjou
- Villevêque